# 斜屋犯罪
《斜屋犯罪》（日語：斜め屋敷の犯罪）是日本推理作家島田莊司的推理小說，為其筆下的偵探御手洗潔系列的小說。

## 書籍出版資訊
| 出版者       | 出版日期       | 媒介         | 頁數  | 書籍編碼           | 譯者           |
| ------------ | -------------- | ------------ | ----- | ------------------ | -------------- |
| 講談社       | 1982年2月5日   | 講談社Novels | 249頁 | ISBN 9784061810297 |                |
| 講談社       | 1992年7月3日   | 講談社文庫   | 394頁 | ISBN 9784061851894 |                |
| 講談社       | 2008年2月8日   | 改訂完全版   | 312頁 | ISBN 9784061825840 |                |
| 南雲堂       | 2008年3月1日   | 單行本       | 366頁 | ISBN 9784523264729 |                |
| 皇冠文化出版 | 2007年6月29日  | 平裝書       | 352頁 | ISBN 9789573323358 | 劉珮瑄         |
| 皇冠文化出版 | 2013年12月13日 | 改訂完全版   | 320頁 | ISBN 9789573330431 | 劉珮瑄、婁美蓮 |
| 新星出版社   | 2012年5月1日   | 平裝書       | 276頁 | ISBN 9787513306782 | 王鵬帆         |

## 故事概要
在日本最北端、北海道的宗谷岬的盡頭、可以俯瞰鄂霍次克海的懸崖上，有座名叫「流冰館」的建筑，由於它自北向南傾斜，所以當地人又稱之為「斜屋」......
1983年飄雪的平安夜，斜屋主人濱本幸三郎邀請親朋好友來斜屋出席聖誕派對。然而連續兩晚均發生殺人事件。詭異的是，在第一名死者遇害當晚，竟然有人目擊濱本的收藏品人偶「葛雷姆」凌空出現在三樓窗外......究竟真是受詛咒的人偶作祟，還是另有隱情？

## 登場人物

### 主要角色
御手洗 潔（Mitarai Kiyoshi）
負責本案的牛越刑警因案情棘手，於是不得不拜托東京的中村刑警。因此受中村所托前往流冰館解決事件。
石岡 和己（Ishioka Kazumi）
和御手洗一同前往流冰館。

### 案件相關
濱本 幸三郎（Hamamoto Kousaburou）
「流冰館」主人，濱氏柴油股份有限公司創立人兼董事長。喜愛研究和收集西洋古董發條玩具、機械人偶和天狗面具。
濱本 英子（Hamamoto Eiko）
濱本幸三郎的么女，擁有1.73米的高挑身材。性格非常強勢，是個非常任性的利己主義者。
早川 康平（Hayakawa Kouhei）
濱本家工作了二十余年的傭人。妻子是千賀子，有一個叫良江的女兒，但因交通事故去世。
早川 千賀子（Hayakawa Chikako）
早川康平的妻子。和丈夫一起在濱本家幫傭。
梶原 春男（Kajiwara Haruo）
濱本家的廚師。
菊岡 榮吉（Kikuoka Eikichi）
濱氏柴油的承包商——菊岡機軸公司的董事長，在幸三郎面前極盡討好之能事。
為了女人不惜一擲千金，但曾在周刊上因桃色糾紛而大大露過兩次面。
在流冰館的密室里被刺身亡。
相倉 久美（Aikura Kumi）
菊岡的秘書兼情人，有著一張如小貓咪般嬌小可愛的臉龐。在流冰館和英子暗中針鋒相對。
上田 一哉（Ueda Kuzuya）
菊岡的司機。出生於岡山，在大阪長大，二十五歲時加入陸上自衛隊，二十九歲時進入菊岡公司工作。為人不善與人交際。
在流冰館的密室里，被發現其被刺身亡，屍體的姿勢如同跳舞般怪異。
金井 道男（Kanai Michio）
菊岡的部下。臉上一直都是滿臉堆笑的表情，使人甚至不能聯想他平常的表情。
妻子名叫初江。
金井 初江（Kanai Hatsue）
金井道男的妻子。
日下 瞬（Kusaka Shun）
慈惠醫大6年級學生。是個頭腦聰明的年輕人。悉數解開了濱本幸三郎所出的謎題。但始終未能解開最後一道題。
戶飼 正樹（Togai Masaki）
參議員戶飼俊作的兒子，東大生。
濱本 嘉彦（Hamamoto Yoshihiko）
濱本幸三郎的侄子，慶應大學一年級生。

### 警察
牛越（Ushikoshi）
札幌警署刑警。和尾崎搭檔前往流冰館偵辦兇案。
尾崎（Osaki）
札幌警署刑警。因年紀較輕，被派和牛越搭檔前往流冰館。
大熊（Ookuma）
稚内警署刑警。
阿南（Anan）
稚内警署巡查。老是被御手洗叫錯名字。

## 榮譽
- 文藝春秋『東西推理小說BEST 100』！
- 偵探小說研究會『本格推理BEST 100』！

## 外部連結
- （日語）http://bookclub.kodansha.co.jp/product?isbn=9784061825840 （页面存档备份，存于）
- （简体中文）豆瓣讀書：斜屋犯罪 （页面存档备份，存于）